# Stigmella variella
Stigmella variella là một loài bướm đêm thuộc họ Nepticulidae. Nó được tìm thấy ở California và Arizona.
Sải cánh dài 5.5-7.5 mm. Có 2 đến 3 lứa trưởng thành một năm ở California. Kén hoàn chỉnh được tìm thấy từ tháng 7 đến đầu tháng 9 và tháng 2 đến tháng 4.
Ấu trùng ăn Quercus agrifolia, Quercus wislizeni và Quercus kelloggii.Chúng ăn lá nơi chúng làm tổ.